# اضطراب الشخصية الاعتمادي
اضطراب الشخصية الاعتمادي (بالإنجليزية: Dependent personality disorder)‏ ويُعرف اختصارا الشخصية الاعتمادية والذي كان يُسمى اضطراب الشخصية الواهنة (بالإنجليزية: asthenic personality disorder)‏ هو اضطراب شخصية يتميز بالاعتماد النفسي الزائد علي الأخرين، وهذا الاضطراب هو حالة طويلة المدى يعتمد فيها الشخص المصاب علي غيره لإشباع احتياجاته النفسية والجسدية، مع تحقيق درجة ضئيلة جدا من الاستقلالية.
سبب اضطراب الشخصية الاعتمادية غير معروف، وأوضحت بعض الدراسات التي تمت عام 2012 أنه ما بين 55 % و 72% من الأشخاص المعرضين للإصابة بهذا الاضطراب نتيجة عامل وراثي من أحد الأبوين.
الفرق بينه وبين الشخصية الاعتمادية هو ذاتي أو شخصي إلي حد ما، الأمر الذي يجعل تشخيص هذا الاضطراب شديد الحساسية تجاه التأثير الثقافي مثل التوقعات لأدوار الجنسين.

## الانتشار
يصيب اضطراب الشخصية الاعتمادية حوالي 0.6 ٪ من عموم السكان، ويتم تشخيص هذا الاضطراب بصورة أكبر في الإناث عن الذكور، إلا أنه ومع ذلك، فإن الأبحاث تشير إلى أن سبب ذلك يرجع إلى حد كبير إلى الاختلافات السلوكية في المقابلات والإبلاغ الذاتي أو ووصف الذات، وليس بسبب اختلاف معدل الانتشار بين الجنسين.
تشير دراسة عن توأم في عام 2004 زيادة تأثير العامل الوراثي في تطور اضطراب الشخصية الاعتمادية، ولذلك فإن هناك أدلة قوية بأن هذا الاضطراب ينشر في العائلات والأسر، ويكون الأطفال والمراهقين الذين لديهم تاريخ من اضطرابات القلق أو الأمراض الجسدية أكثر عرضة لاكتساب هذا الاضطراب.

### الجمعية الأمريكية للطب النفسي
يحتوي الدليل التشخيصي والإحصائي للاضطرابات النفسية (DSM -IV -TR) على تشخيص لاضطراب الشخصية الاعتمادية، ويشير للاضطراب بأنه حاجة متفشية ومفرطة إلى أن يعتني به الأخرون، الأمر الذي يؤدي إلى سلوكيات خاضعة ومنقادة، وتوتر أو قلق الانفصال، وتبدأ هذه الحاجة في الظهور من وقت مبكر في مرحلة البلوغ، ويمكن أن تكون موجودة في مجموعة متنوعة من السياقات.

### منظمة الصحة العالمية
أدرجت منظمة الصحة العالمية اضطراب الشخصية الاعتمادية في المراجعة العاشرة للتصنيف الدولي للأمراض رقمF60.7 اضطراب الشخصية الاعتمادية:
ويتميز بما لا يقل عن 3 من التالي:
1. السماح للآخرين أو حتي تشجيعهم ليتخذوا له أهم القرارات في حياته؛
2. تبعية احتياجات الشخص المصاب لاحتياجات الآخرين الذين يعتمد عليهم، وامتثال لا مبرر له تجاه رغباتهم.
3. عدم الرغبة في خلق أو صياغة مطالب ولو حتى معقولة تجاه الأشخاص الذين يعتمد عليهم.
4. الشعور بانعدام الراحة أو العجز عندما يكون وحيدا، بسبب المخاوف المبالغ فيها من عدم قدرته على رعاية نفسه.
5. الانشغال الدائم بمخاوف من أن يتم التخلي عنه من قبل شخص قريب منه، ومن أن يتم تركه لرعاية نفسه.
6. محدودية القدرة على اتخاذ القرارات اليومية دون كمية زائدة من النصائح والطمأنينة من الآخرين.

ويمكن أن تشمل كذلك بعض الميزات المصاحبة للاضطراب كإدراك الذات كما لو كانت عاجزة، أو غير كفء، وتفتقر إلى القدرة على التحمل.

### تقسميات فرعية لميون
حدد عالم النفس تيودور ميون خمسة أنواع فرعية من اضطراب الشخصية الاعتمادية، حيث أن أي شخص اعتمادي قد يظهر واحدا أو أكثر أو لا يظهر شي من هذه الأنواع الفرعية التالية:
| النوع الفرعي | الوصف               | العادات الشخصية |
| ------------ | ------------------- | --- |
| مرتبك        | يتضمن صفات اجتنابية | مضطرب بلا راحة . مرتبك وعبوس . يشعر بالرهبة والنذير . عرضة للهجر . وحيدا إلا عند تواجده بالقرب من الأشخاص الداعمين. |
| إيثاري       | يتضمن صفات مازوخية  | يندمج مع غيره ويستغرق فيه؛ غارق، منهمك، يتخلي طواعية عن هويته الخاصة، ويصبح واحدا مع أو امتدادا للآخر.              |
| غير ناضج     | تنوع من النمط النقي | غير معقد، نصف نامي، غير متمكن، طفولي، غير مطور، انعدام الخبرة، ساذج، غير قادر على تحمل مسؤوليات الكبار أو الراشدين. |
| متأقلم       | يتضمن صفات هيستيرية | كريم، ودود، تواق، خيّر، متوافق أو مذعن، مقبول . ينفي المشاعر المزعجة، يتبنى الدور المنقاد أو الأدنى.                 |
| غير فعال     | يتضمن صفات انعزالية | غير منتج، غير قادر علي الكسب، غير كفء، يسعى لحياة خالية من المشاكل، ويرفض التعامل مع الصعوبات؛ ولا يزعجه التقصير.   |

### التشخيص التفريقي
عادة ما تتعايش أو تتواجد الحالات التالية بصورة مصاحبة لاضطراب الشخصية الاعتمادية:
- اضطرابات المزاج
- اضطرابات القلق
- اضطراب التكيف
- اضطراب الشخصية الحدية
- اضطراب الشخصية التجنبية
- اضطراب الشخصية الهستيرية